# هاکان دمیر
هاکان دمیر (زاده ۲۴ نوامبر ۱۹۶۸) مربی بسکتبال حرفه‌ای اهل ترکیه است. این مربی در تیم‌های آنادولو، ته کل اسپور، مرسین ترکیه، بشیکتاش، سپس پینار، کارشیاکا، ترابوزان اسپور و همچنین در تیم‌های توفاش و بلکشهیر و دینامو بخارست نیز سابقه مربیگری دارد.